# Palast Barberini

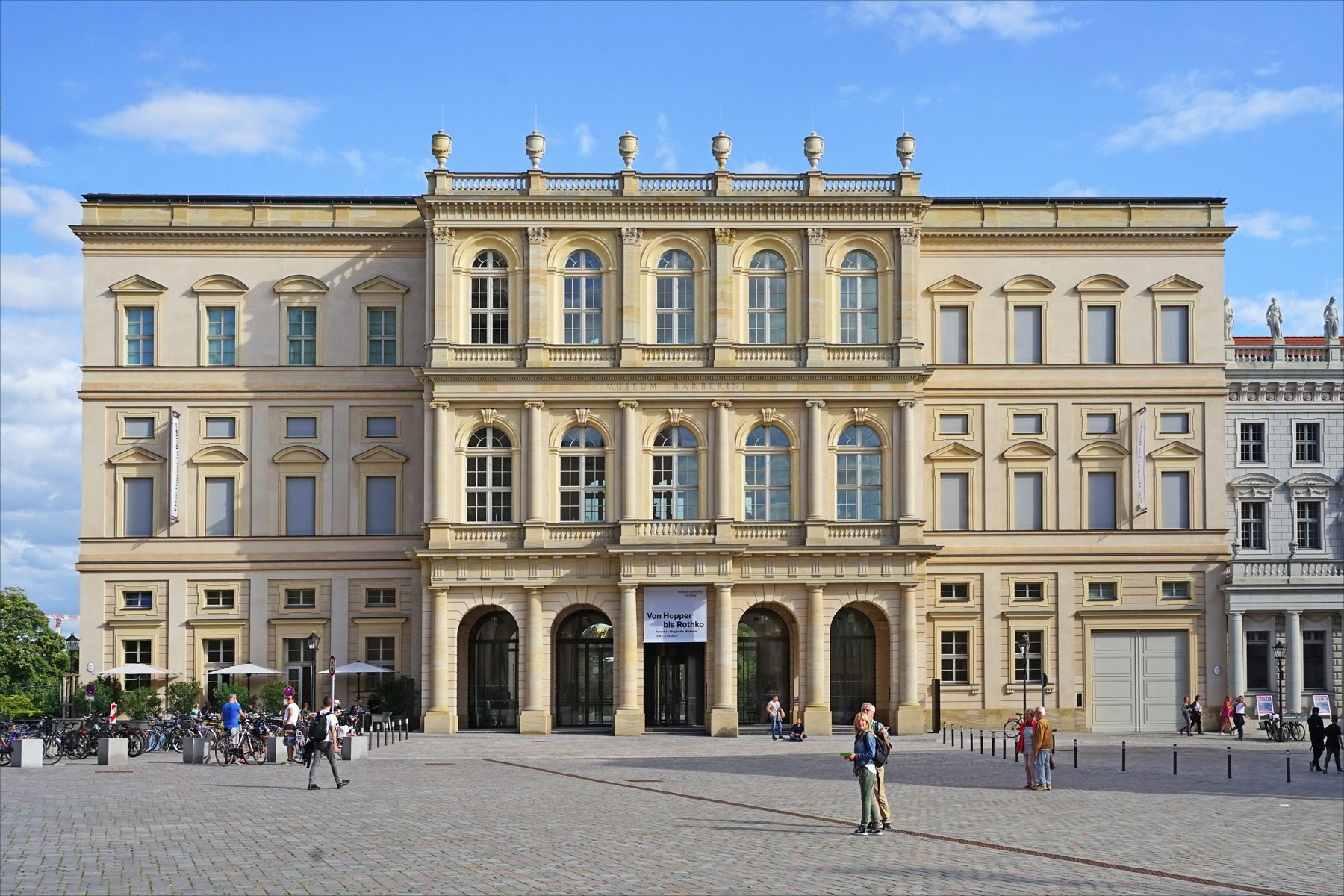
Palast Barberini (2017)

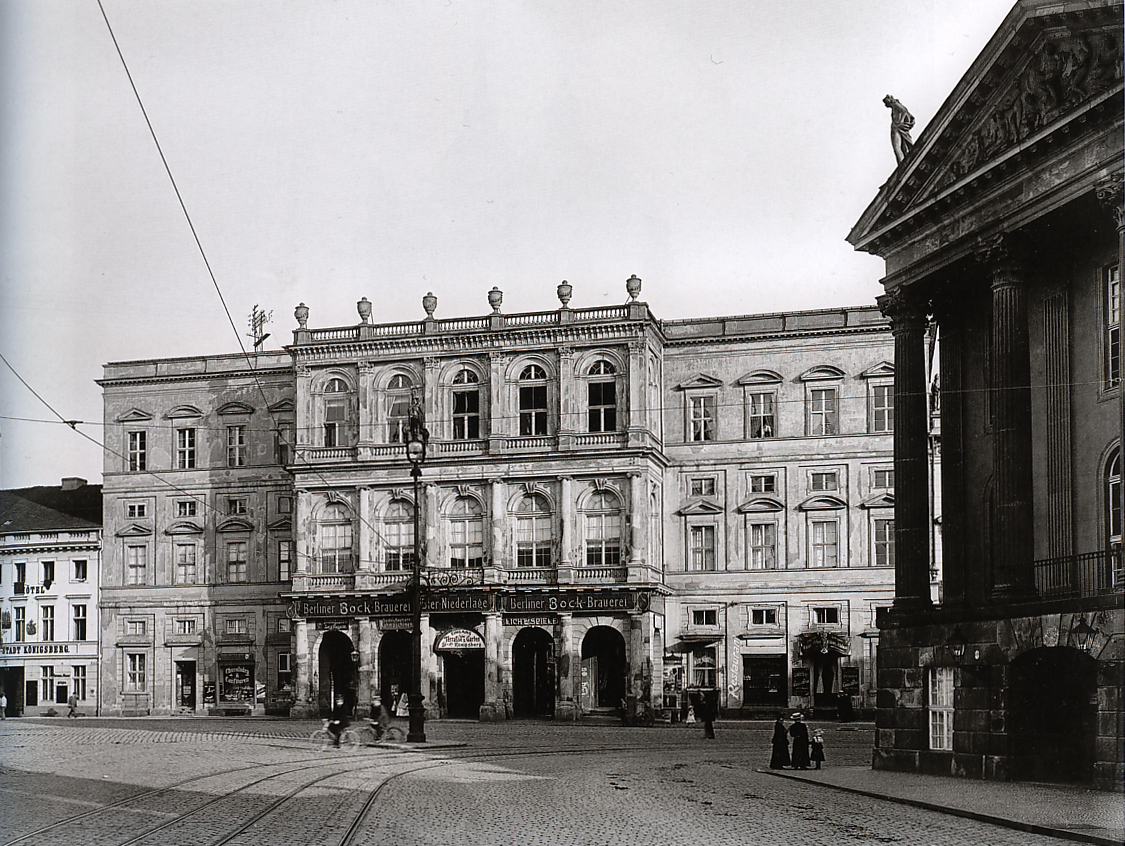
Palast Barberini (1907)

Der Palast Barberini wurde unter dem preußischen König Friedrich II. als klassizistisch-barockes Bürgerhaus in der Humboldtstraße 5/6 in Potsdam nach Entwürfen Carl von Gontards von 1771 bis 1772 errichtet. Seine Hauptfassade ist zum Alten Markt mit dem Potsdamer Stadtschloss, der Nikolaikirche und dem Klingnerschen Haus gerichtet.
Seinen Namen erhielt das Gebäude nach dem vom König zum Vorbild bestimmten Palazzo Barberini in Rom. Die Potsdamer Nachschöpfung der italienischen Vorlage bildete den monumentalen südöstlichen Abschluss des Alten Marktes und gehörte zusammen mit dem ebenfalls von Gontard entworfenen benachbarten Noackschen Haus Humboldtstraße 4 zu den letzten unter Friedrich II. entstandenen Bauten rund um die Platzanlage. Mitte des 19. Jahrhunderts wurde der Palast Barberini nach Entwürfen von Ludwig Persius und Ludwig Ferdinand Hesse um zwei rückseitige, zur Havel gerichtete Seitenflügel erweitert und als Stätte des Potsdamer Kultur- und Vereinslebens genutzt.
Beim Luftangriff am 14. April 1945 wurde der Palast Barberini weitgehend zerstört und die Ruine in der Nachkriegszeit abgerissen. Danach wurde das Grundstück lange als Grünfläche und Parkplatz genutzt. Im Zuge der Umgestaltung der Potsdamer Mitte mit dem Wiederaufbau des Stadtschlosses als Landtagsneubau und weiterer prägender Gebäude in der Nachbarschaft erfolgte nach Spenden durch den Unternehmer Hasso Plattner von 2013 bis Ende 2016 eine äußerlich weitgehend am Original orientierte Wiedererrichtung des Palastes Barberini zur Nutzung als Kunsthaus Museum Barberini.

## Lage

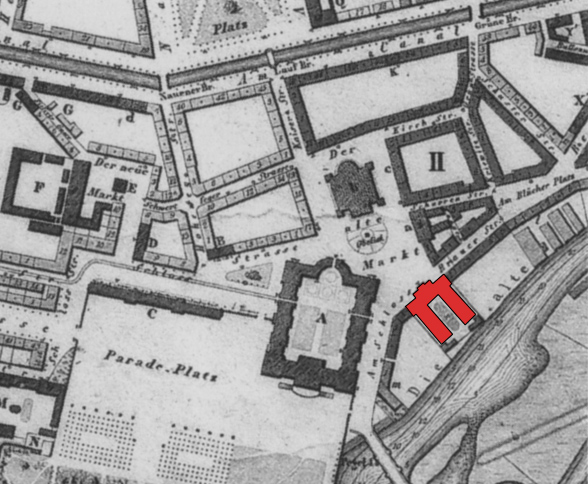
Ausschnitt eines Plans von Potsdam von Heinrich Berghaus (um 1850): Rot markiert der Palast Barberini

Das Grundstück des Palastes Barberini gehörte zum mittelalterlichen Siedlungskern der Stadt Potsdam im Umfeld des Havelübergangs und der am späteren Standort des Schlosses befindlichen Burganlage. Die Stadtansichten des 17. und beginnenden 18. Jahrhunderts zeigen die dichte Bebauung dieses Gebiets. Der Palast Barberini entstand anstelle zweier Vorgängerhäuser aus der Zeit des Soldatenkönigs. Nähere Details zu den Vorgängerbauten sind nicht bekannt.
Das Gebäude stand auf der Südseite des Alten Marktes innerhalb des geschlossenen Straßenzuges der Humboldtstraße, der sich östlich der Platzanlage mit der Brauerstraße fortsetzte. Alte Karten zeigen die vom stadtseitigen Ende der Langen Brücke in nordöstlicher Richtung zum Alten Markt verlaufende Straßenführung, die nach dem Abriss der Stadtschlossruine 1960 und der Bebauung auf der Südseite verschwand. Das nunmehr in den Komplex des Alten Rathauses einbezogene Lehmannsche Haus (auch Knobelsdorffhaus) mit der ehemaligen Adresse Brauerstraße 10 gibt heute die Ecke dieses ansonsten ebenfalls verlorenen Straßenzuges und des Alten Marktes an.
Die nordwestliche Begrenzung der auf Plänen des 18. Jahrhunderts als Schloss-Straße oder Schloss-Gasse bezeichneten Straße bildete ein Seitenflügel des Stadtschlosses, während die Bebauung mit Bürgerhäusern im Südosten mit ihren wirtschaftlich genutzten Seitenflügeln den Raum bis zur Havel einnahm. In Mangers Baugeschichte von Potsdam wird die Lage mit den Worten „am alten Markte unweit des Schlosses“ beschrieben. Im Zuge der nach 1806 erfolgten Einführung von Hausnummern in Potsdam erhielten die Häuser die Adresse „Am Schloss 5/6“, ab 1874 dann Humboldtstraße 5/6.

## Benennung
Der Palast Barberini war das einzige in Potsdam nach fremder Vorlage errichtete Gebäude, das nicht nur kunsthistorisch gebildeten Kreisen, sondern auch dem breiten Publikum unter dem Namen seines Vorbildes geläufig war. Während eine 1754 an der Ecke Schlossstraße/Hohewegstraße errichtete Kopie des von Andrea Palladio entworfenen Palazzo Valmarana in Vicenza der Allgemeinheit als Plögerscher Gasthof oder Kommandantur bekannt war und die in der Breiten Straße befindliche Nachschöpfung eines Entwurfs von Inigo Jones für Whitehall Palace nach den Erstbesitzern Hiller-Brandtsche Häuser genannt wurde, blieb die Bezeichnung Palast Barberini bei den Potsdamer Einwohnern lebendig und war auch auf verschiedenen Stadtplänen so eingetragen. Eine Rolle mochte dabei eine Vermischung mit dem Namen der berühmten Tänzerin Barberina gespielt haben, die von Friedrich II. verehrt wurde und von 1744 bis 1749 an der Königlichen Oper in Berlin engagiert war. Zu dem Potsdamer Bauwerk gab es allerdings keine Verbindung. Die Bezeichnung Palais Barberini findet sich erst in Presseerzeugnissen und Veröffentlichungen des 21. Jahrhunderts, nicht aber in der stadtgeschichtlichen und kunsthistorischen Literatur über Potsdam.

## Palast als königlicher Städtebau

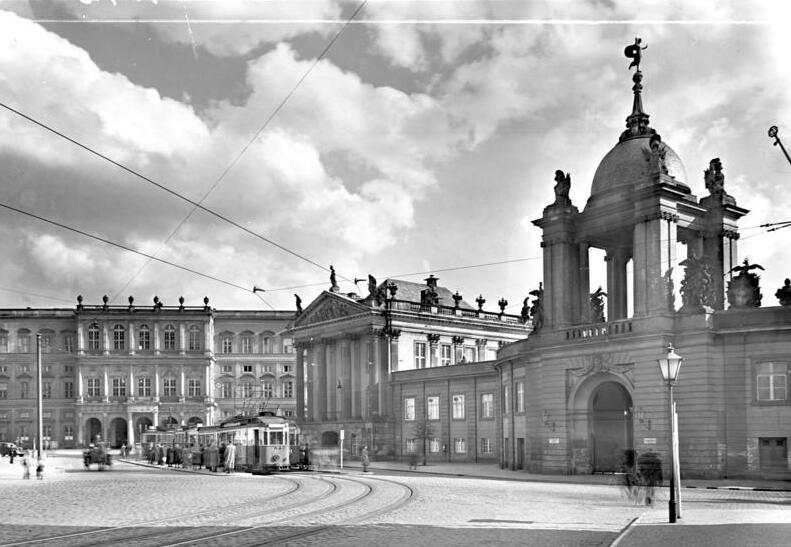
Foto des Alten Marktes in südlicher Richtung um 1930: links im Hintergrund der Palast Barberini, rechts das Potsdamer Stadtschloss mit dem Fortunaportal

Unter König Friedrich Wilhelm I. wurden weite Teile der Altstadt erneuert und mit schlichten Fachwerk- oder Massivbauten versehen. Sein Sohn Friedrich II. ließ diese Gebäude ab 1748 nach und nach durch prächtigere Häuser ersetzen. Dies geschah ausgehend vom Stadtschloss und ausschließlich nach aus dem Blickwinkel des Königs entwickelten Vorgaben und oftmals nach ausländischen Vorbildern, die von Friedrich II. ausgewählt wurden. Dabei war es zweitrangig, ob die vom König aus der Literatur ausgewählten Vorlagen am Originalstandort auch realisiert worden waren.
Einen Schwerpunkt bildeten Bauten der italienischen Renaissance und des Manierismus, aber auch englische und französische Bauten wurden für die Potsdamer Verhältnisse adaptiert. Da diese Vorbilder ursprünglich für völlig andere Zwecke und Bewohnerschichten geplant worden waren, zeigten sich immer wieder eklatante Widersprüche zwischen den Bedürfnissen und finanziellen Möglichkeiten der bürgerlichen Nutzer und dem königlichen Repräsentationswillen, zumal der König auch noch zur größtmöglichen Sparsamkeit drängte: „Wenn doch große Herren, besonders solche, die außer ihrem Vergnügen zugleich zum Besten ihrer Unterthanen bauen, nicht so sehr auf armselige Ersparungen sehen wollten! wie groß würde in der Folge der Vortheil für dieselben sein! besonders in Potsdam, wo für arme Bürger Palläste erbauet werden, deren Unterhalt öfters mehr beträgt, als der ganze Nutzen der Vermiethung und des Erwerbes.“
Als 1771 bis 1772 der Palast Barberini erbaut wurde, war die Umgestaltung der übrigen Platzfronten des Alten Marktes lange abgeschlossen und die Erneuerung weiter entfernter Stadtviertel bereits im Gange. Lediglich das südwestlich anschließende Haus Humboldtstraße 4 wurde erst 1777 neu gebaut. Das nach dem Vorbild des von Michele Sanmicheli um 1530 entworfenen Palazzo Pompei in Verona errichtete Haus Humboldtstraße 3 entstand bereits 1754, ebenso die in nordöstlicher Richtung anschließende Häuserzeile der Brauerstraße 1–6.
Friedrich Mielke vermutet, dass der König über keine adäquate Vorlage verfügte, die der städtebaulich exponierten Lage entsprochen hätte. Außerdem kam durch den Siebenjährigen Krieg (1756–1763) das Baugeschehen in Potsdam weitestgehend zum Erliegen. Darüber hinaus mag es eine Rolle gespielt haben, dass die oben genannten Nachbarbauten vom Schloss aus eher überblickt werden konnten: Das Haus Humboldtstraße 3 lag gegenüber einer Durchfahrt zum Schlosshof, während die Häuserzeile Brauerstraße 1–6 vom Fortunaportal aus eher einzusehen war als die eigentliche Südseite des Marktes.
Nach den Kriegszerstörungen und Abrissen in der Folgezeit haben sich in Potsdam lediglich das Alte Rathaus von 1753 sowie das benachbarte Haus Brauerstraße 10 und die 1769 nach Plänen Georg Christian Ungers errichteten Hiller-Brandtschen Häuser in der Breiten Straße als Beispiele der Nachahmung ausländischer Vorbilder erhalten. Der Palast Barberini stand zeitlich am Ende der Epoche kopierter Palastfassaden. In den 1770er und 1780er Jahren kam es in Potsdam mit den Arbeiten Ungers, Andreas Ludwig Krügers, Johann Gottlob Schulzes und anderer zu einer eigenständigen Entwicklung spätbarocker Bürgerhäuser, die in Aussehen und Funktion den Anforderungen der Nutzer entsprachen.

### Entwurf

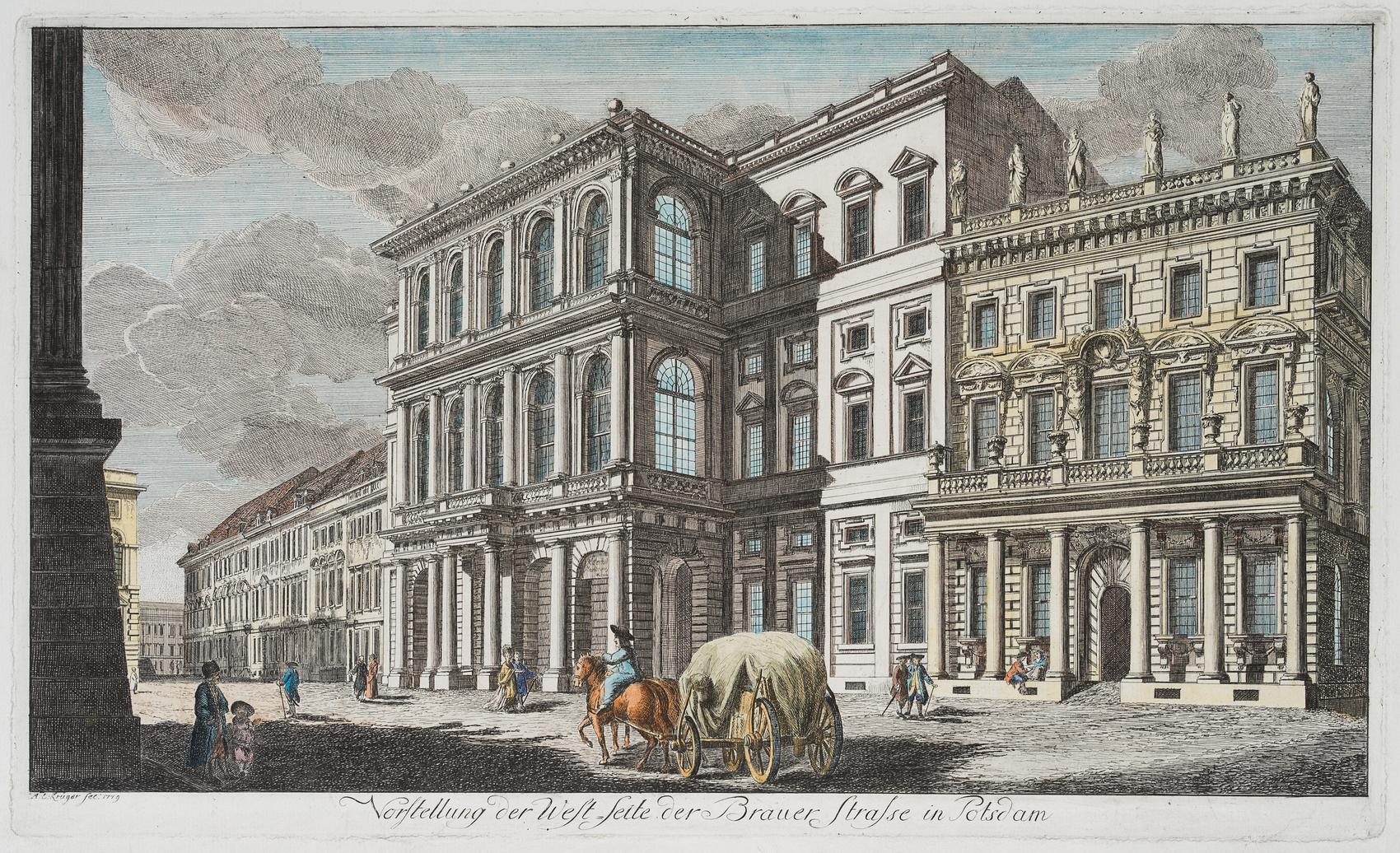
„Vorstellung der West-Seite der Brauer Straße in Potsdam“, Radierung von Andreas Ludwig Krüger, 1779. Links der Palast Barberini, rechts das 1777 erbaute Haus Humboldtstraße 4

Der Entwurf des vom Zimmermeister Naumann und dem Gastwirt Berkholz bewohnten Hauses wird Carl von Gontard zugeschrieben, wobei auch eine Mitarbeit Georg Christian Ungers in Erwägung gezogen wird. Als Vorbild diente den Architekten der ab 1625 erbaute Palazzo Barberini in Rom, der nach Entwürfen von Carlo Maderno, Gianlorenzo Bernini und Francesco Borromini entstanden war und den Gontard höchstwahrscheinlich aus eigener Anschauung kannte. Mielke führt weiterhin Parallelen zu einer Abbildung in Paul Deckers Vorlagenwerk Fürstlicher Baumeister… vom Anfang des 18. Jahrhunderts an, die unter dem Einfluss des römischen Baus entstand und die Friedrich II. aus seiner Bibliothek bekannt war.

### Baubeschreibung

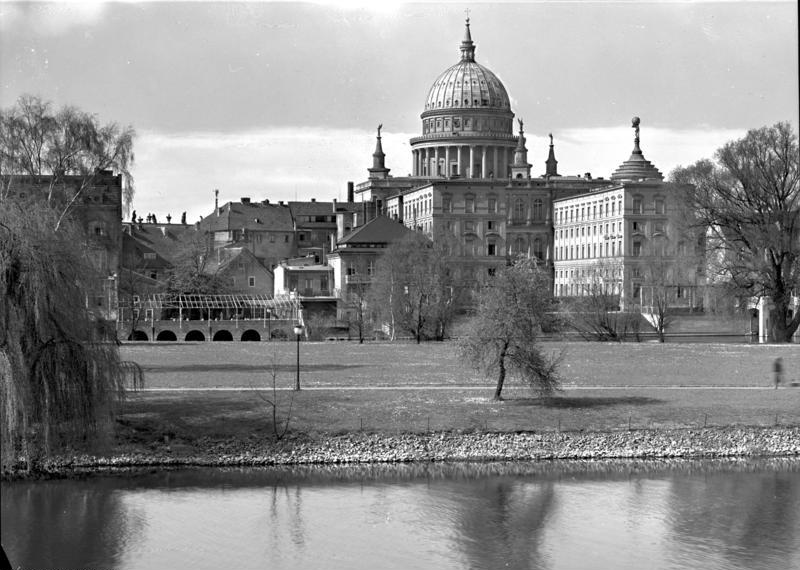
Foto des Havelufers in nördlicher Richtung um 1930: Die Seitenflügel auf der Rückseite des Palastes Barberini, dahinter die Kirche St. Nikolai und das Alte Rathaus

Beim Palast Barberini handelte es sich um zwei hinter einer einheitlichen Fassade zusammengefasste dreigeschossige Bürgerhäuser, die auf königliche Kosten anstelle schlichterer Vorgängerbauten errichtet worden sind, um dem Alten Markt das vom König gewünschte repräsentative Aussehen zu geben. Die Fassade verfügte über dreizehn Fensterachsen, von denen die mittleren fünf einen weit vorspringenden Risalit bildeten, der sich durch seine Architektur deutlich von den jeweils vierachsigen, in der Straßenflucht liegenden Seitenflügeln unterschied.
Der Mittelrisalit war durch eine geschossweise vorgelegte Gliederung aus toskanischen, ionischen und korinthischen Säulenordnungen akzentuiert. Im Erdgeschoss und im ersten Obergeschoss waren diese als Dreiviertelsäulen ausgebildet. Das zweite Obergeschoss erhielt dagegen eine Gliederung durch Pilaster, wobei diese noch durch jeweils zwei hinterschoben erscheinende halbe Pilaster begleitet wurden. In den Rücklagen der Obergeschosse erschienen große Rundbogenfenster, während das Erdgeschoss des Risalits in Bogenstellungen geöffnet war. Das Mittelfenster des ersten Obergeschosses erhielt einen Altan mit Balusterbrüstung auf zwei vor der Fassade stehenden Vollsäulen.
Die jeweils vierachsigen Seitenflügel nahmen die Gliederung des Risalits in vereinfachter Form auf. Hier erfolgte diese im Erd- und ersten Obergeschoss durch flache Lisenen, während im zweiten Obergeschoss die glatte Wandfläche dominierte. Zusätzlich zu den drei Hauptgeschossen verfügten die unteren beiden Etagen in den Seitenflügeln noch über jeweils ein niedriges Mezzaningeschoss, das sich in gerahmten querrechteckigen Fenstern zur Straße öffnete. Die Fenster der Hauptgeschosse hatten im Erdgeschoss gerade, in den Obergeschossen abwechselnd angeordnete dreieckige und segmentbogige Verdachungen. Den oberen Abschluss bildete eine Attika, die im Risalit mit Balustern versehen und mit Vasen bekrönt war. Durch die Attika wurde das flache Satteldach des Hauses weitgehend verdeckt.
Die zur Havel gelegene Rückseite der Bürgerhäuser war zur Zeit ihrer Errichtung schlicht ausgebildet und nicht durch eine besondere Architektursprache hervorgehoben, da sich hier lediglich untergeordneten Zwecken dienende Wirtschaftsgebäude befanden. Die beiden im 19. Jahrhundert im Zuge der Umnutzung der Gebäude rückseitig angebauten langen Seitenflügel von jeweils zwölf zu drei Achsen folgten in ihrer Geschossteilung und Formensprache den straßenseitigen Flügeln. Allerdings wurde hier auf die Ausbildung einer Attika verzichtet. Unter dem flachen abgewalmten Dach war eine Gesimszone mit kleinen Öffnungen zum Dachboden angeordnet. Über Fensterverdachungen verfügten hier lediglich die drei Achsen der Längsseiten an den havelseitigen Enden sowie die Stirnseiten der Flügel, so dass der Eindruck von Kopfbauten entstand. Die Rückseite des Mittelbaus erhielt eine dem straßenseitigen Mittelrisalit entsprechende repräsentative Fassadengliederung.
Über die Aufteilung der Innenräume zur Erbauungszeit des Hauptbaus 1771 bis 1772 ist mangels erhaltener Unterlagen nichts bekannt. Beim Um- und Erweiterungsbau zwischen 1845 und 1849 wurden die vorher im Hauptbau untergebrachten Wohnungen in die neuen Seitenflügel verlegt, im Erdgeschoss des Mittelbaus eine den gestiegenen Repräsentationsanforderungen entsprechende Durchfahrt mit Säulenstellungen geschaffen und in dessen Obergeschossen mehrere reich verzierte Säle eingebaut. Der havelseitige Hof zwischen den Seitenflügeln war gärtnerisch gestaltet. Eine breite Freitreppe führte von hier an das Flussufer. Die auf der Grundrisszeichnung des 19. Jahrhunderts erkennbaren L-förmigen Nebengebäude, welche symmetrisch in der Verlängerung der Seitenflügel angeordnet waren und Ställe und Toiletten enthielten, sind später durch Pergolen ersetzt worden.

### Ausführung
Zur Zeit der Errichtung des Palasts Barberini war es in Potsdam üblich, dass die von den königlichen Umgestaltungsmaßnahmen betroffenen Bewohner im Frühjahr ihre alten Häuser verließen und den Neubau im Herbst beziehen konnten. Der 1771 begonnene Bau dagegen zog sich aufgrund der Größe des Vorhabens bis in das Jahr 1772 hin. Zudem berichtet Manger, dass die beiden hinter der monumentalen Fassade befindlichen Häuser von unterschiedlichen Werkmeistern ausgeführt worden sind, wobei es an einem Teil wegen nachlässiger Arbeit während der Bauzeit zu einem Einsturz kam, bei dem „etliche [Arbeiter] auf der Stelle todt blieben“. Der König habe ungnädig auf den Fall reagiert, „und doch ging seine Milde so weit, daß er nicht eher wieder in diese Gegend kam, bis alles in fertigen Stand gesetzt war, damit er alsdenn seine Zufriedenheit über die Ausführung bezeugen konnte“.

### Vorbild Palazzo Barberini (Rom)

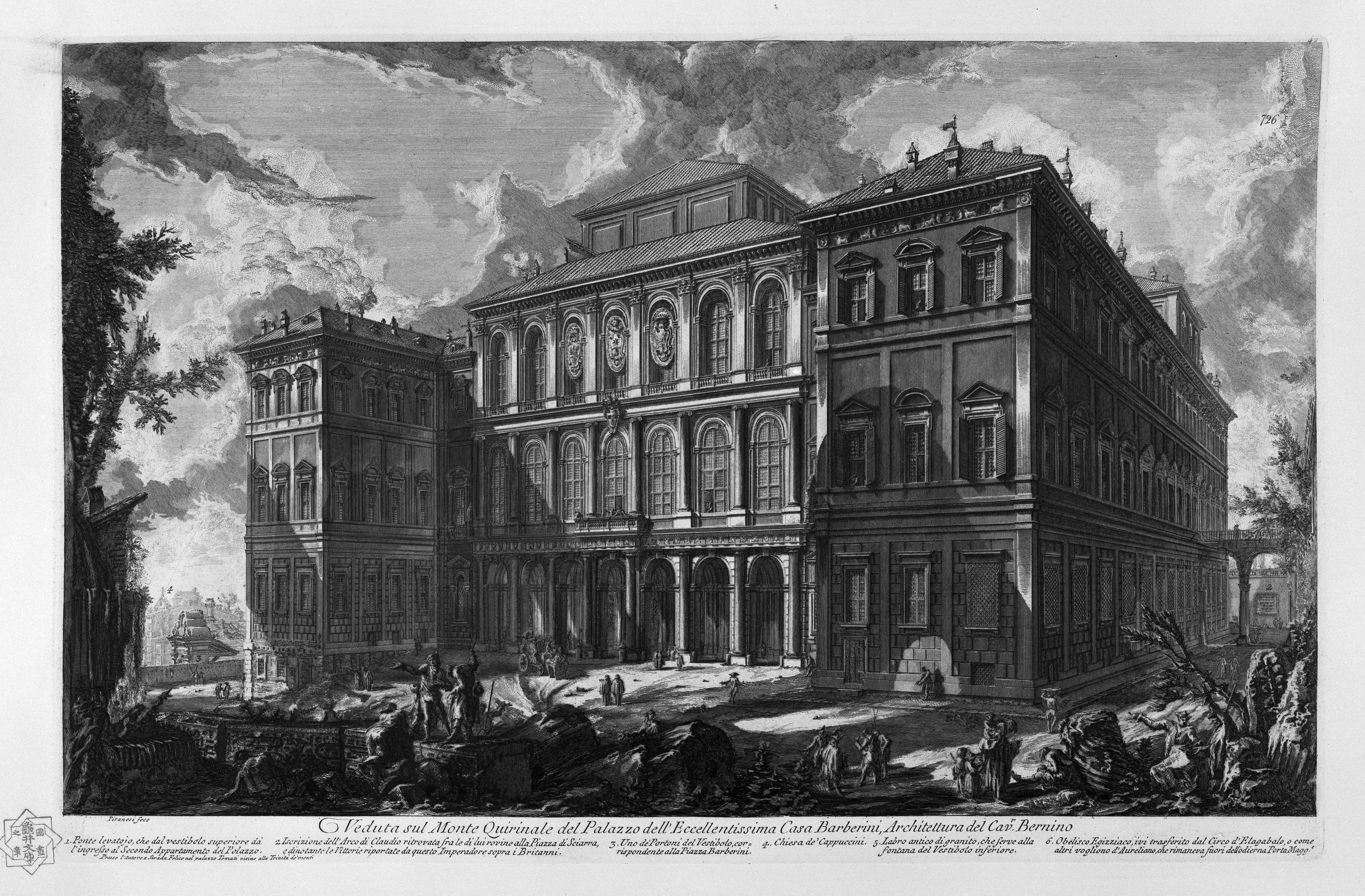
Rom, Palazzo Barberini, Radierung von Giovanni Battista Piranesi, um 1748

Das vom König ausgewählte Vorbild ist ein monumentaler Barockpalast, der im Gegensatz zu anderen Beispielen der römischen Palastarchitektur frei auf einem großen Grundstück steht und nicht in einen Straßenzug oder in eine Karreestruktur eingebunden ist. Daher wurde hier der Mittelbau von zwei vorspringenden Seitenflügeln eingefasst, die einen Ehrenhof bilden. In Potsdam wurden stattdessen die Seitenflügel zurückgesetzt, um den hier fünf- statt siebenachsigen Mittelrisalit im Straßenraum der Humboldt- und Brauerstraße als Blickpunkt wirken zu lassen. Außerdem hätte die Ausbildung einer Ehrenhofsituation die ohnehin unregelmäßige Platzfigur des Alten Marktes weiter verunklärt und auch nicht Potsdamer Baugepflogenheiten entsprochen.
Der Palazzo Barberini in Rom besitzt keine Mezzaningeschosse. Diese wurden in Potsdam eingefügt, um das für Bürgerhäuser überdimensionierte Bauvolumen ausnutzen zu können, aber auch, um die Heizkosten der großzügig bemessenen Räume zu senken. Allerdings resultierten aus den niedrigen Zwischengeschossen der nach fremden Vorlagen erbauten Potsdamer Bürgerhäuser oftmals auch sehr unzureichende Wohnbedingungen.
In Potsdam wurde das Dach durch eine Attika verdeckt, während es beim Palazzo Barberini in Rom direkt über dem Hauptgesims ansetzt und noch über Aufbauten verfügt. Schließlich wurde bei der Potsdamer Nachschöpfung auf eine architektonische Gestaltung der Rückseite verzichtet, die beim Vorbild als malerische asymmetrische Gartenfront ausgebildet ist.
Die Nennung des römischen Vorbilds erfolgte nicht immer korrekt. Friedrich Nicolai beschreibt 1786 das „Schulzische und Dieckowsche Haus, eine Nachahmung des Palazzo Borghese zu Rom“, wobei er mit der namentlichen Erwähnung der Bewohner zugleich einen frühen Eigentümerwechsel dokumentiert. Manger wiederholt bei der Beschreibung des Baus die Angaben Nicolais. Erst bei der Abhandlung des benachbarten Hauses Humboldtstraße 4 erscheint in Mangers Baugeschichte die Bezeichnung „Palast Barberini“. Die straßenseitigen Seitenflügel wurden seitdem wiederholt mit dem Palazzo Borghese in Verbindung gebracht. Allerdings schreibt Andreas Ludwig Krüger bereits 1779, dass Unger nach dem Vorbild des Palazzo Barberini gezeichnet habe und die seitlichen Flügel „dazu komponirt“ seien, so dass der namengebende Palazzo als einziges Vorbild erscheint. Die Architektur der Seitenflügel und insbesondere die Anordnung der Zwischengeschosse orientieren sich allerdings stark am Palazzo Borghese, so dass auch eine Kompilation beider römischer Bauten vorliegen könnte.
Der Palast Barberini lehnte sich in seiner Gestaltung zwar eng an ein knapp 150 Jahre zuvor entstandenes römisches Vorbild an, fügte sich aber dennoch in die Potsdamer Bürgerhausarchitektur und das nach italienischen Vorlagen gestaltete Ensemble des Alten Marktes ein. Das kann zum einen mit der eher klassizistischen Grundhaltung des römischen Palazzo, die auf spektakuläre Schwünge und dramatische Kontraste verzichtet, zum anderen mit der nahezu ausschließlich tektonischen statt dekorativen Gliederung des Baukörpers erklärt werden.

## Beschädigung und Abriss

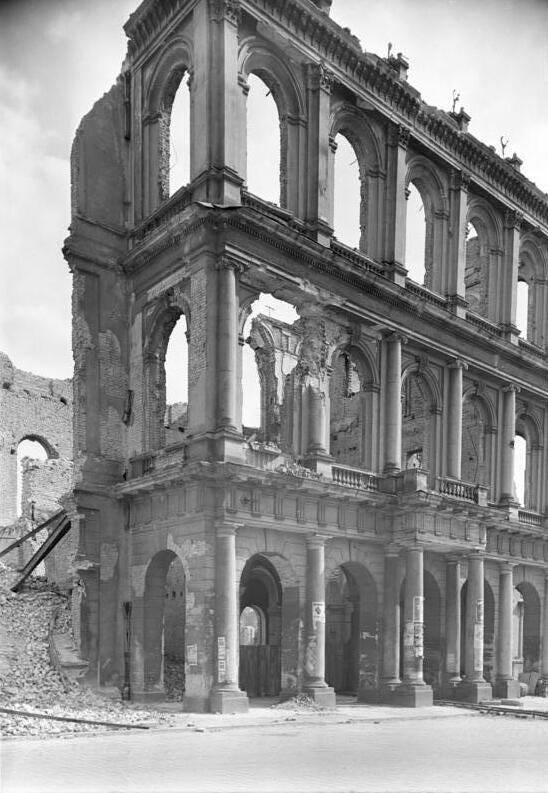
Ruine des Palastes Barberini, nach 1945

Beim westalliierten Luftangriff auf Potsdam am 14. April 1945 und den folgenden Artilleriegefechten mit der Roten Armee wurde der Palast Barberini schwer beschädigt und brannte aus. Ein von verschiedenen Seiten geforderter Wiederaufbau erfolgte aufgrund der schweren Schäden nicht; die Ruine wurde am 24. März 1948 zusammen mit dem Palasthotel gesprengt. Der unausgeführte Wiederaufbauplan für Potsdam von 1952 zeigt auf den freigeräumten Grundstücken des Palastes Barberini und der ebenfalls zerstörten Nachbarhäuser einen „Skulpturenhain“, der wohl zur Aufstellung der von den kriegszerstörten Häusern stammenden Bildwerke bestimmt war. Während der DDR-Zeit diente die Fläche trotz verschiedener Pläne zum Bau kultureller Einrichtungen wie Theater oder Stadthalle als Grünanlage und Parkplatz. An der Havel entstand eine Uferpromenade. Von 1994 bis 2006 befand sich auf dem Grundstück des Palastes Barberini die Interimsspielstätte des Hans-Otto-Theaters.

## Rekonstruktion

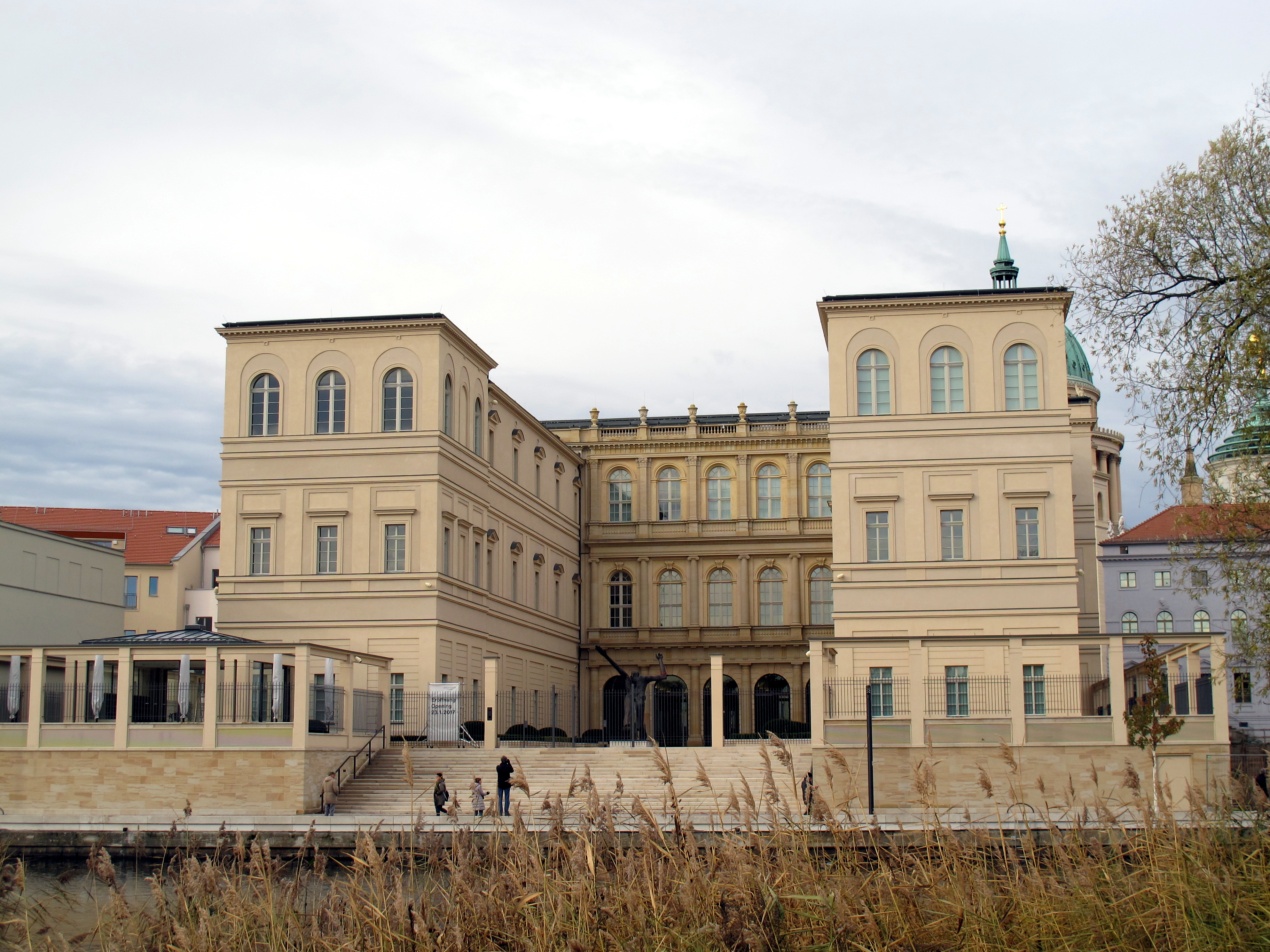
Gebäuderückansicht, 2016

Im Zusammenhang mit der Neugestaltung des alten Potsdamer Stadtzentrums und der Neuerrichtung des Stadtschlosses als Sitz des Brandenburger Landtages wurde auch die ehemalige Humboldtstraße wieder bebaut und der Alte Markt nach Süden geschlossen. Der Palast Barberini war hierbei als „Leitbau“ zur am Original orientierten Wiederherstellung vorgesehen, auch wenn sich in unmittelbarer Nachbarschaft mit Rathaus, Knobelsdorffhaus und St.-Nikolai-Kirche maßstabsbildende Originalsubstanz erhalten hat.
Mit dem Beschluss des brandenburgischen Landtags von 2005, der einem Bürgerentscheid folgte, wurde die Wiedererrichtung des Potsdamer Stadtschlosses am Alten Markt entschieden und zugleich die öffentliche Debatte um die „Wiedergewinnung“ der historischen Mitte Potsdams angestoßen. In Workshops unter der Beteiligung von Fachleuten und Bürgerinitiativen wurde das Integrierte Leitbautenkonzept Potsdamer Mitte entwickelt und am 1. September 2010 von den Stadtverordneten als Vorgabe für den Bieterwettbewerb für den Verkauf städtischer Grundstücke an Havelufer und Alter Fahrt beschlossen. Den Zuschlag für den Palast Barberini erhielt der Berliner Unternehmer Abris Lelbach, der mit der Hasso-Plattner-Förderstiftung als Partnerin mit dem Leitbau auf dem Grundstück Humboldtstraße 5/6 ein Museum für die Kunstsammlung Hasso Plattners errichtet. Als Architekt des Museumsgebäudes in der Gestalt des rekonstruierten Palast Barberini zeichnet Thomas Albrecht aus dem Büro Hilmer & Sattler und Albrecht verantwortlich.
Das Leitbautenkonzept schrieb die Rekonstruktion der Platzfassaden und der Hoffassade des Mittelbaus sowie die Einhaltung der ursprünglichen Kubatur des Gebäudes vor. Die wiederherzustellenden Fassaden wurden unter Einsatz traditioneller Handwerkstechniken gefertigt. Die Elbsandsteine für Säulen und Fassadenschmuck stammen wie schon beim Ursprungsbau aus Sachsen (Posta) und Böhmen (Königgrätz). Eine weitere handwerkliche Besonderheit ist die Herstellung der Säulen und Decken in der Eingangshalle aus Rabitzputz, bei dem mit Formlehren der Gipsputz über einem Traggeflecht zu Flächen und Ornamenten ausgezogen wird.
Am 17. April 2015 wurde für das neue Gebäude Richtfest gefeiert. Im November 2015 war der Rohbau einschließlich der Fassade fertig; die Fertigstellung des Innenausbaus wurde 2016 abgeschlossen.

## Nutzung

### 19. und 20. Jahrhundert

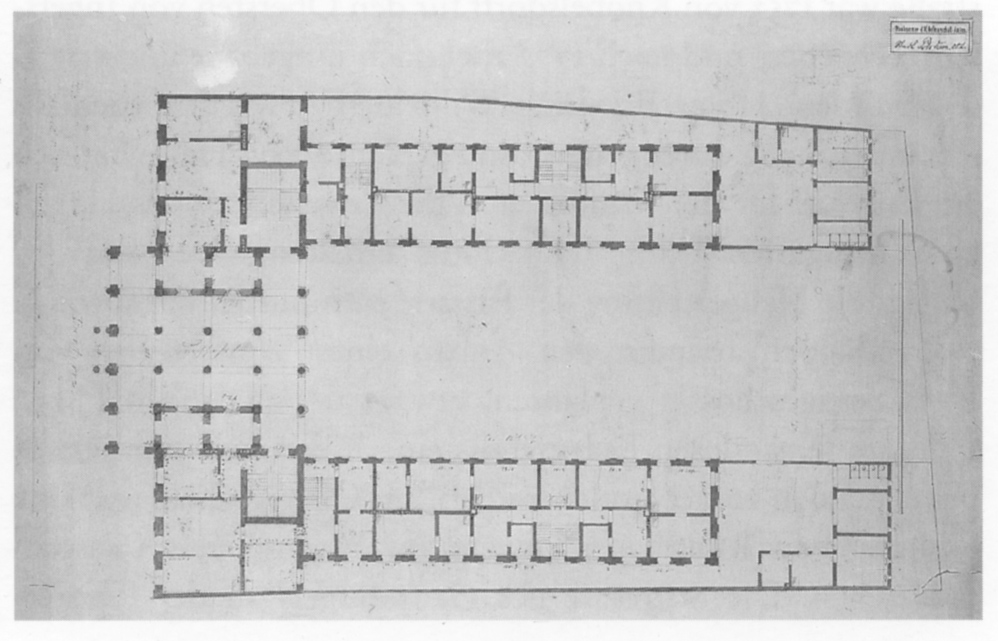
Rudolf Hesse (?): Grundriss des Erdgeschosses, um 1850

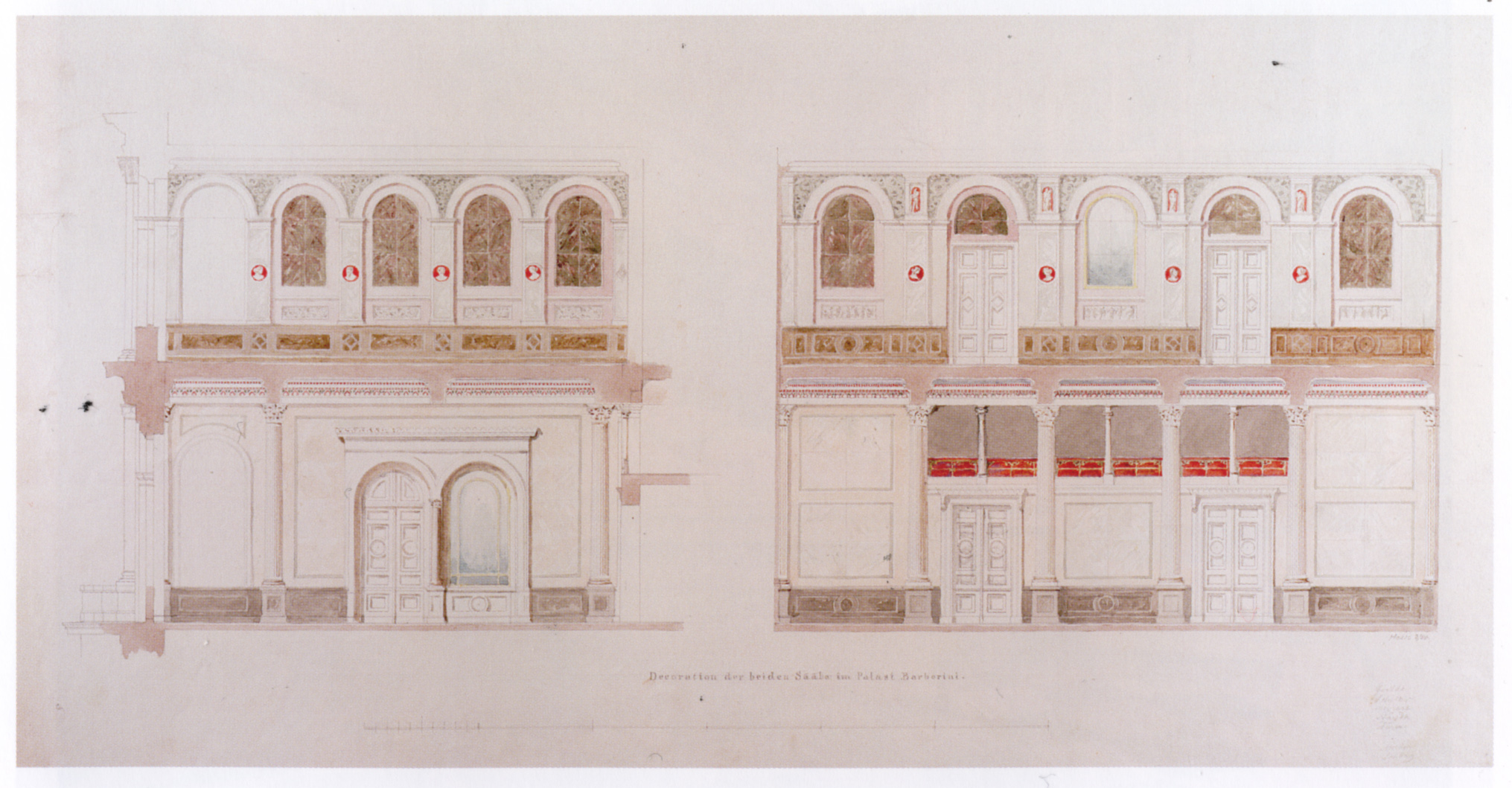
Ludwig Ferdinand Hesse: Dekoration der beiden Säle, 1850

Ab 1845 wurde der Palast Barberini im Auftrag König Friedrich Wilhelms IV. durchgreifend umgebaut. Der König verfolgte bereits seit 1843 Pläne, das Havelufer durch die Umgestaltung der unansehnlichen Gebäuderückseiten in seine Verschönerungspläne für Potsdam einzubeziehen. Er kaufte zu diesem Zweck das Haus allerdings nicht selbst, sondern unterstützte die ebenfalls am Erwerb interessierten Potsdamer Maurermeister Christian Heinrich Zech (1798–1858) und Adolph Wilhelm Hecker (1805–1870) mit 80.000 Talern. Sie erstanden das Gebäude für 27.300 Taler und nahmen mit dem übrigen Geld die umfangreichen Umbauten vor. Dabei verpflichteten sich die Eigentümer, dem „Kunst- und Wissenschaftlichen Verein“ Räume im umgestalteten Vorderhaus unentgeltlich auf „ewige Zeiten“ zur Nutzung zu überlassen. Die von Ludwig Persius 1844 ausgearbeiteten Pläne, die vom König mehrfach geändert wurden, genehmigte Friedrich Wilhelm IV. am 1. Januar 1845 zur Ausführung.
Die ehemals geteilten Gebäude hinter der Palastfassade wurden zusammengelegt, eine von Treppen flankierte repräsentative Durchfahrt zum Hof geschaffen, je ein Saal mit Nebenräumen im zweiten und dritten Geschoss angelegt und die beiden rückwärtigen Seitenflügel zur Wohnnutzung angebaut. Nach Persius’ plötzlichem Tod 1845 übernahm zunächst Friedrich August Stüler die Aufsicht über den Bau. Ab 1847 war der zum Hofbaurat ernannte Ludwig Ferdinand Hesse für die noch ausstehende Gestaltung der reich dekorierten Innenräume verantwortlich. 1851 wurden die Räumlichkeiten den Potsdamer Vereinen zur Nutzung übergeben. Zur Anlage eines vom König gewünschten Promenadenwegs am Havelufer kam es nicht, da die Eigentümer der benachbarten Grundstücke hohe Preisforderungen stellten. Ein von Friedrich Wilhelm IV. erdachter Abschluss des zum Fluss hin offenen Hofes durch eine Arkadenhalle unterblieb ebenso aus finanziellen Gründen, auch wenn der König die Kostenübernahme für den Bau auch zu einem späteren Zeitpunkt garantierte.
Für die Eigentümer wurde die Investition in den Aus- und Umbau des Palastes Barberini allerdings zum Verlustgeschäft, denn sie beantragten beim König wiederholt Unterstützungsgelder „zur Deckung des mehrverwandten Capitals“. 1877, 1880 und 1891 fanden Eigentümerwechsel statt.
1912 kaufte die Stadt Potsdam das Gebäude und richtete 1916 Büroflächen für die Stadtverwaltung darin ein. In den 1930er Jahren wurde der rechte Seitenflügel als Jugendherberge genutzt; ab 1938 diente auch der linke Flügel diesem Zweck.

### 21. Jahrhundert
Seit seiner Rekonstruktion im Jahre 2017 beherbergt das Haus das Museum Barberini. Neben wechselnden Sonderausstellungen mit dem Schwerpunkt Impressionismus stellt dieses dauerhaft eine Sammlung von Kunst der Deutschen Demokratischen Republik und Kunst nach 1989 aus.
Die gemeinnützige Organisation Stadtbild Deutschland verlieh dem Wiederaufbau des Palastes Barberini als Kunstgalerie den Titel „Gebäude des Jahres 2016“.